# Michael Vetter (General)

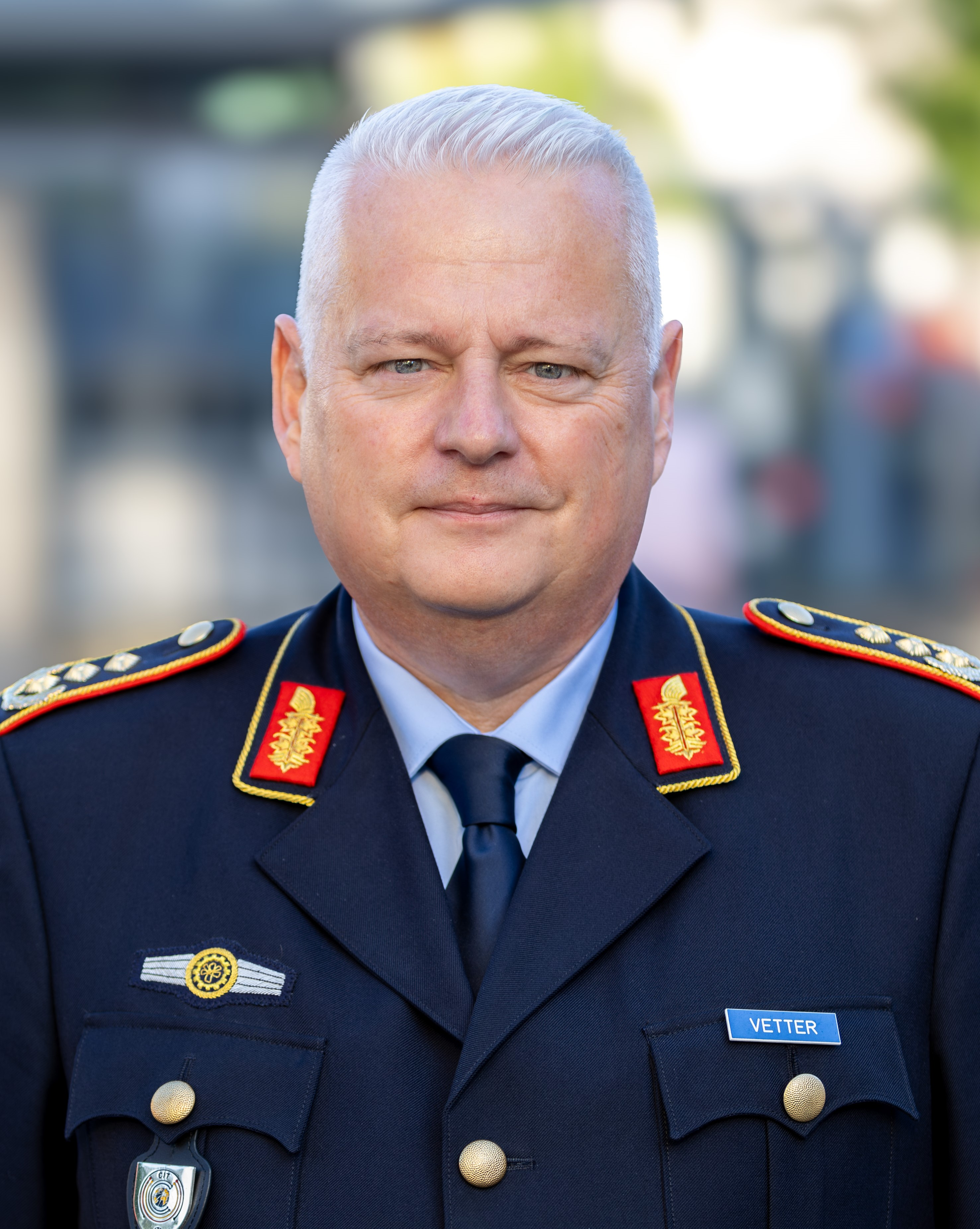
Michael Vetter (2024)

Michael Vetter (* 3. Dezember 1962 in Weilburg) ist ein Generalleutnant der Luftwaffe der Bundeswehr und Abteilungsleiter Cyber- und Informationstechnik (CIT) im Bundesministerium der Verteidigung.

## Militärische Laufbahn

### Ausbildung und erste Verwendungen
Vetter trat 1982 in die Bundeswehr ein und war bis 1983 Teilnehmer am 49. Offizierlehrgang für Offiziere des Truppendienstes der Luftwaffe an der Offizierschule der Luftwaffe in Fürstenfeldbruck. Von 1983 bis 1986 absolvierte er ein Studium der Wirtschafts- und Organisationswissenschaften an der Universität der Bundeswehr München in Neubiberg, welches er als Diplom-Kaufmann abschloss. Es folgte 1987 bis 1990 eine erste Truppenverwendung als Nachschuboffizier in der Nachschubstaffel des Aufklärungsgeschwader 51 Immelmann, in Bremgarten. Von 1990 bis 1992 war Vetter Adjutant des Kommandeurs der Luftwaffenunterstützungsgruppe Nord in Münster. Im Anschluss kehrte er in seinen alten Verband zurück, und war von 1992 bis 1993 Staffelchef der Nachschubstaffel im Aufklärungsgeschwader 51 Immelmann. Im Anschluss folgte 1993 bis 1994 eine Verwendung als Sachgebietsleiter S 3 II (Logistische Mitarbeit bei der Entwicklung und Beschaffung von Wehrmaterial) im Materialamt der Luftwaffe in Köln. Von 1994 bis 1996 war Vetter Lehrgangsteilnehmer am 39. nationalen Generalstabslehrgang der Luftwaffe an der Führungsakademie der Bundeswehr in Hamburg.

### Verwendung als Generalstabsoffizier
Die erste Verwendung als Generalstabsoffizier führte Vetter von 1996 bis 1998 als Abteilungsleiter A 4 zum Lufttransportkommando nach Münster. Es folgte von 1998 bis 2001 eine weitere Stabsverwendung als Dezernatsleiter A 4 I a (Planung, Führung Logistisches System Luftwaffe) im Luftwaffenunterstützungskommando in Köln. Hierauf schloss sich von 2001 bis 2003 eine erste ministerielle Verwendung als Referent Fü L II 1 (Grundsatzangelegenheiten der Logistik) im Führungsstab der Luftwaffe in Bonn an. Von 2003 bis 2005 war er Adjutant des Inspekteurs der Luftwaffe Generalleutnant Gerhard W. Back. Es folgte 2005 bis 2007 eine weitere Führungsverwendung als Kommandeur des Luftwaffeninstandhaltungsregiment 2 in Diepholz. Im Jahr 2008 war Vetter Lehrgangsteilnehmer am Royal College of Defence Studies in London. Diese postgraduelle Ausbildung schloss er als Master of Arts in International Security and Strategy, verliehen vom King’s College London, ab. Im Jahr 2009 war Vetter Stellvertretender Kommandeur und Chef des Stabes im Logistikzentrum der Bundeswehr in Wilhelmshaven. Im Anschluss von 2010 bis 2011 Referatsleiter Fü S IV 1 (Grundsatzangelegenheiten der Logistik der Bundeswehr; Logistische Führung der Bundeswehr; Internationale logistische Zusammenarbeit) im Führungsstab der Streitkräfte in Bonn.

### Verwendung als General
Von 2011 bis 2012 war Vetter Stabsabteilungsleiter Fü S IV im Führungsstab der Streitkräfte im Bundesministerium der Verteidigung in Bonn. In dieser Zeit wurde er auch zum Brigadegeneral befördert. Im Anschluss war er von März 2012 bis März 2017 Kommandeur des Logistikzentrums der Bundeswehr. Während dieser Zeit war er im Auslandseinsatz in Afghanistan und hatte, unter anderem, über die Zukunft afghanischer Helfer zu entscheiden, die beantragt hatten, als Asylbewerber nach Deutschland zu kommen, nachdem sie für die Bundeswehr gearbeitet hatten. Von April 2017 bis April 2019 war Vetter Chef des Stabes des Kommandos Cyber- und Informationsraum in Bonn. Hiermit verbunden war die Beförderung zum Generalmajor. Von April 2017 bis März 2018 war er zudem der erste Stellvertretende Inspekteur Cyber- und Informationsraum. Diesen Dienstposten übergab er im März 2018 an Generalmajor Jürgen Setzer. Anfang April 2019 übernahm Vetter den seit September 2018 unbesetzten Dienstposten des Abteilungsleiter Cyber- und Informationstechnik (CIT) im Bundesministerium der Verteidigung. Damit wurde der Dienstposten erstmals durch einen Soldaten besetzt. Seit 16. Mai 2019 leitet Vetter den Digitalrat BMVg.

### Auslandseinsätze
- 05/13–12/13 ISAF Stellvertretender Stabschef für Logistik im Regional Command North Mazar-e-Sharif (Afghanistan)

### Auszeichnungen
- Ehrenkreuz der Bundeswehr in Gold
- Ehrenkreuz der Bundeswehr in Silber
- NATO-Medaille ISAF

## Privates
Vetter ist verheiratet und hat sechs Kinder.

## Weitere Mitgliedschaften
Mitglied im Präsidium der Deutschen Gesellschaft für Wehrtechnik (DWT).